# Louis Ier de Mantoue

Fascé d'or et de sable
Blason familial

Pour les articles homonymes, voir Louis Ier.
Pour les autres membres de la famille, voir Maison Gonzague.
Louis Ier Gonzague, dont le nom complet en italien est Luigi Corradi da Gonzaga, est un noble italien de la famille des Corradi-Gonzaga, né en 1268 et mort le 18 janvier 1360 à Mantoue. Il fut le premier capitaine du peuple (capitano del Popolo) de la ville de Mantoue (dans l'actuelle région de Lombardie en Italie) et chef de lignée de la Maison Gonzague.

## Biographie
Louis Ier Gonzague fut d'abord podestat de Modène en 1313, podestat de Mantoue en 1318 et podestat de Parme en 1319.
L'ascension de Louis Gonzague et de sa famille date précisément du 16 août 1328, jour où Louis (qui a 60 ans !) prend le pouvoir à Mantoue. À cette époque, Mantoue est sous la coupe de Rinaldo Bonacolsi, dit le Passerino (le Moineau) et de sa famille. Rinaldo avait été nommé, par l'empereur Henri VII, vicaire impérial pour la ville et, avec sa famille, il imposait sa volonté sur le peuple et éliminait sans ambages ses ennemis.
Louis est l'un des affidés de Rinaldo, aussi habile en politique qu'en affaires. À la suite d'un affront de François, fils de Rinaldo, à l'encontre de Filippino, fils de Louis, une émeute éclate, attisée par l'opposition entre gibelins bonacolsiens et guelfes opprimés. Le 16 août 1328, le « coup d'État » réussit, Rinaldo est tué, et Louis est proclamé le surlendemain, par le peuple, sauveur et seigneur de Mantoue et prend le titre de capitaine général du peuple (capitano generale del popolo).
Il n'en reste pas moins que cette prise de pouvoir a été grandement facilitée par le fait que les Gonzague étaient fortement implantés dans les places importantes des rouages du pouvoir : juges, administrateurs, ambassadeurs… et étaient considérés avec bienveillance par les Bonacolsi qui les traitaient en amis. Ceci explique la facilité avec laquelle Louis va pouvoir « prendre » la ville.
Dans les décennies qui vont suivre, les Gonzague vont faire en sorte d'enrichir la ville - et les évènements, comme la guerre entre Venise et Milan ou la guerre quasi-perpétuelle entre Venise et les Turcs, vont grandement faciliter les choses - et la région de Mantoue deviendra une sorte de grenier à blé du nord de l'Italie. Bien sûr, les Gonzague vont également s'enrichir en augmentant leurs possessions (terres, demeures ou moulins par exemple) et ils iront jusqu'à détenir le dixième de la ville et de ses richesses.
Pour pallier les surprises comme celle que Louis a faite à Rinaldo, les Gonzague vont tisser un véritable réseau relationnel avec bon nombre d'habitants, ce qui lui permettra, lui l'élu du peuple d'instaurer une seigneurie héréditaire et de permettre à son fils Guy de lui succéder.
L'année suivant sa prise de pouvoir, Louis sera confirmé dans son état par l'empereur Louis IV qui le nommera vicaire impérial de Mantoue.
Louis se mariera trois fois :

Sa première épouse, Richilde Ramberti, qui mourra en 1318, lui donnera sept enfants :
- Filippino qui sera vicaire impérial de Reggio,
- Guy qui lui succèdera en qualité de capitaine du peuple et qui perpétuera la dynastie,
- Feltrino qui sera le chef de la lignée de Novellara et Bagnolo,
- Azzo, Alberto et Margherita, trois enfants morts jeunes
- Tomassina qui deviendra comtesse de Castelbarco par son mari Guglielmo.

Sa deuxième épouse, Caterina Malatesta, fille de Pandolfo, seigneur de Rimini lui donnera également sept enfants :
- Conrad qui sera le chef de la lignée de Palazzolo,
- Federigo, mort jeune,
- Giovanni qui aura lui-même deux enfants mais pas de descendance ultérieure,
- Mario, Giacomo et Matteo, trois enfants morts jeunes,
- Lucia qui épousera Azzo, seigneur de Correggio.

Sa troisième épouse, en 1340, sera Novela Malaspina, fille du marquis Spinetta, avec laquelle il n'aura pas d'enfants.
Louis est mort en 1360, dans sa 92e année, une longévité réellement remarquable pour l'époque !